# Rejon agryski
Rejon agryski (ros. Агрызский район, tatar. Әгерҗе районы) - rejon w Republice Tatarstanu, wchodzącej w skład Rosji.
Ośrodkiem administracyjnym rejonu jest miasto Agryz. Oprócz niego na terenie tej znajduje się 21 wieś i 72 miejscowości.

## Geografia i klimat
Rejon agryski leży w północno-wschodniej części kraju. Granica południowa z rejonem mienzielińskim, tukajewskim i miendielejewskim Tatarstanu przebiega wzdłuż zbiornika niżniekamskiego. Ze wszystkich pozostałych stron graniczy z Udmurcją.
Klimat rejonu agryskiego jest najwilgotniejszy i najchłodniejszy w Tatarstanie. Wiosna charakteryzuje się niską temperaturą i wysokimi opadami, a okres letni trwa najkrócej. 